# Ангольсько-німецькі відносини
Анголо-німецькі відносини — двосторонні відносини між Анголою та Німеччиною. Ангола має посольство в Берліні, а Німеччина має посольство в Луанді.
У 2011 році Ангола була третім за значенням торговим партнером Німеччини в Африці на південь від Сахари

## Історія
Ангола вже була португальською колонією з 1483 року, коли Німецька імперія заволоділа південними прикордонними територіями як Німецька Південно-Західна Африка у 1884 році. Коли в серпні 1914 року вибухнула Перша світова війна, Португалія спочатку зберігала нейтралітет і лише в 1916 році отримала оголошення війни від Німеччини. Проте вже 18 грудня 1914 року на півдні Анголи відбулася битва за Наулілу, що стала кульмінацією каральної експедиції німецької шуцгрупи проти португальської Західної Африки (Анголи). Приводом до неї стала загибель кількох німецьких офіцерів і чиновників, яких раніше підібрали і супроводжували португальські військові на території Анголи, і які загинули в перестрілці після низки непорозумінь.
Після занепаду німецької колонії Німецька Південно-Західна Африка у 1915 році понад 1400 німців емігрували до Анголи, здебільшого працюючи фермерами. Ці ангольські німці жили переважно в регіоні Бенгела, де деякий час існувала німецька школа, та в інших регіонах на півдні Анголи.
Після здобуття незалежності та початку громадянської війни в Анголі в 1975 році більшість ангольських німців покинули країну.
Водночас відносини між Народною Республікою Ангола та Німецькою Демократичною Республікою (НДР) розвивалися дружньо аж до кінця існування НДР у 1989 році. Кілька тисяч робітників і студентів з Анголи приїхали до НДР за контрактом. Близько 20 % нинішніх ангольських лідерів у бізнесі та політиці навчалися в НДР.
Після розпаду НДР у 1990 році справа Амадеу Антоніо Кіови, ангольця, вбитого неонацистами в Еберсвальде, викликала міжнародний резонанс. Ангольці неодноразово ставали жертвами численних ксенофобських нападів, що відбувалися після цього.
Завдяки величезному економічному розвитку після закінчення громадянської війни в Анголі у 2002 році, увага Німеччини до цієї країни знову зросла. У 2011 році канцлер Ангела Меркель стала першим главою німецького уряду, який відвідав Анголу. Угоди про постачання зброї, які також були узгоджені під час цього візиту, викликали дискусії в німецькому політикумі.
Канцлер вдруге відвідала Анголу в лютому 2020 року, де обговорила з президентом Анголи Жуан Лоренсу, серед іншого, постачання катерів берегової охорони для ВМС Збройних сил Анголи. Було також укладено авіаційну угоду, економічну угоду та угоду про підготовку кадрів.

## Візити на високому рівні
Президент Анголи Жозе Едуарду душ Сантуш двічі відвідував Німеччину: у 1981 році (НДР) та у 2009 році. Канцлер Ангела Меркель була першою главою німецької держави, яка відвідала Анголу в 2011 році, а вдруге вона приїхала туди в лютому 2020 року.

## Економічні відносини
З економічним піднесенням після закінчення громадянської війни у 2002 році економічні відносини між Анголою та Німеччиною також значно зросли. Зараз Ангола є третім за важливістю торговельним партнером Німеччини в Африці на південь від Сахари. Критики нарікають на недостатню увагу, яку приділяють корупції та проблемній ситуації з правами людини в Анголі, коли йдеться про роль німецьких кредиторів та експорт зброї.
Близько 20 німецьких компаній мають свої дочірні підприємства в Анголі, зокрема Bauer, Bosch, Commerzbank, DHL, Siemens і Volkswagen. Німецька компанія Krones AG навіть практично не має конкурентів на ангольському ринку обладнання для розливу напоїв, займаючи 90 % ринку.
У 2021 році Німеччина експортувала до Анголи товарів на 149 млн євро, а натомість імпортувала з країни товарів на 3 млн євро.

## Спорт
Ангольський футболіст Мігель Перейра (* 1975) грав за ФК «Шальке 04» у віці 18 років і відтоді активно виступає як гравець і тренер у Німеччині. Нандо Рафаель (* 1984), Нарсісо Лубаса (* 1989), Джо Вунгвідіка (* 1990) і Денні да Коста (* 1993) — інші німецько-ангольські футболісти.